# „Парус“ (хотел)
„Парус“ е 29-етажен недовършен хотел в град Днипро. Строителството продължава в периода 1975 – 1989 г.

## История
В началото на 1970-те години съветското правителство възнамерява да изгради нов символ на град Днипро. Сградата трябва да символизира съветската власт, величието и размера на държавата.
Решено е да се построи хотел-небостъргач, като за мястото на строителството е избран бряг на река Днепър.

### Проектът
Хотелският проект е изработен през 1972 – 1974 г. Ръководител на проекта е Владимир Зуев. В него участват талантливи специалисти като Б. Митгауз, В. Товистик, И. Богданов. Преди строителството на хотела проектът няма аналог в света. Одобрен е като хотел с 996 места през 1974 г.
Планираната стойност на хотела е 9 635 000 съветски рубли. Общата площ на строежа е 6,9 хектара. Общият обем на конструкцията е 188 000 м³. Стилобатът има площ от 20 000 квадратни метра.
Целият хотел разполага има 28 жилищни етажа. Хотелът разполага с 589 стаи. Изградени са плувен басейн, кей и паркинг.